# All the BEST! 1999-2009
《All the Best! 1999-2009 (올 더 베스트! 이치큐큐큐-니제로제로큐)》는 아라시의 세 번째 베스트 음반이다. 통상판(2CD)과 한정판(3CD) 두 형태로 2009년 8월 19일에 발매됐다. 이 음반은 발매 첫 주에 75만 장이 팔려 오리콘 음반 차트에서 1위를 차지했고 아라시의 가장 많이 팔린 음반이 됐다. 발매된 지 13일 뒤에는 판매량이 100만 장을 돌파했다.

## 수록곡
1999년 발매된 데뷔 싱글 《A·RA·SHI》부터 2009년에 발매된 26번째 싱글 《내일의 기억/Crazy Moon: 너는 무적》까지 오노 사토시의 솔로 싱글인 〈흐린 후 쾌청〉을 제외한 모든 싱글이 수록돼 있다. 두 버전에 모두 수록된 신곡 〈5x10〉는 아라시의 구성원들이 작사를 맡아 팬들에게 고마움을 표현했다. 통상판에는 히든 트랙으로 〈Attack It!〉이란 곡이 수록됐고, 한정판에는 구성원들이 고른 아라시의 노래가 들어있는 3번째 CD와 프리미엄 책자가 들어있다.
| #   | 제목                           | 재생 시간 |
| --- | ------------------------------ | --------- |
| 1.  | 〈ARASHI〉                     |           |
| 2.  | 〈SUNRISE 닛폰〉               |           |
| 3.  | 〈HORIZON〉                    |           |
| 4.  | 〈타이후 제너레이션〉          |           |
| 5.  | 〈칸샤 칸게키 아메아라시〉     |           |
| 6.  | 〈기미노타메니 보쿠가이루〉    |           |
| 7.  | 〈지다이〉                     |           |
| 8.  | 〈a Day in Our Life〉          |           |
| 9.  | 〈나이스나 고코로이키〉        |           |
| 10. | 〈피칸치〉                     |           |
| 11. | 〈도마도이 나가라〉            |           |
| 12. | 〈하다시노 미라이〉            |           |
| 13. | 〈고토바요리 다이세쓰나 모노〉 |           |
| 14. | 〈피칸치 더블〉                |           |
| 15. | 〈히토미노 나카노 Galaxy〉     |           |
| 16. | 〈Hero〉                       |           |

| #   | 제목                            | 재생 시간 |
| --- | ------------------------------- | --------- |
| 1.  | 〈사쿠라사케〉                  |           |
| 2.  | 〈WISH〉                        |           |
| 3.  | 〈깃토 다이조부〉               |           |
| 4.  | 〈파란하늘 페달〉               |           |
| 5.  | 〈Love so sweet〉               |           |
| 6.  | 〈We can make it!〉             |           |
| 7.  | 〈Happiness〉                   |           |
| 8.  | 〈Step and Go〉                 |           |
| 9.  | 〈One Love〉                    |           |
| 10. | 〈Truth〉                       |           |
| 11. | 〈바람의 저편으로〉             |           |
| 12. | 〈Beautiful Days〉              |           |
| 13. | 〈Believe〉                     |           |
| 14. | 〈내일의 기억〉                 |           |
| 15. | 〈Crazy Moon: 당신은 무적〉     |           |
| 16. | 〈5x10〉                        |           |
| 17. | 〈Attck It〉 (통상판 히든 트랙) |           |

## 차트 순위
| 차트        | 최고순위 | 판매량    | 총판매량  | 등장횟수 | 음반 판매량 인증 |
| ----------- | -------- | --------- | --------- | -------- | ---------------- |
| 오리콘 일간 | 1        | 261,076   | 1,832,915 | 105주    | 밀리언           |
| 오리콘 주간 | 1        | 753,430   | 1,832,915 | 105주    | 밀리언           |
| 오리콘 월간 | 1        | 753,430   | 1,832,915 | 105주    | 밀리언           |
| 오리콘 연간 | 1        | 1,432,781 | 1,832,915 | 105주    | 밀리언           |

## 발매 기록
| 국가     | 발매일          | 레이블          | 형태 | 제품번호     |
| -------- | --------------- | --------------- | ---- | ------------ |
| 일본     | 2009년 8월 19일 | 제이스톰        | 2CD  | JACA-5202    |
| 일본     | 2009년 8월 19일 | 제이스톰        | 3CD  | JACA-5199    |
| 한국     | 2009년 9월 2일  | SM 엔터테인먼트 | 2CD  | SMJTCD-317   |
| 한국     | 2009년 9월 2일  | SM 엔터테인먼트 | 3CD  | SMJTCD-316   |
| 중화민국 | 2009년 9월 4일  | 에이벡스 타이완 | 2CD  | JAJCD26007/8 |
| 중화민국 | 2009년 9월 4일  | 에이벡스 타이완 | 3CD  | JAJCD26007/A |
| 홍콩     | 2009년 9월 10일 | 에이벡스 아시아 | 2CD  |              |
| 홍콩     | 2009년 9월 10일 | 에이벡스 아시아 | 3CD  |              |